# Schloss Gießmannsdorf
Schloss Gießmannsdorf (polnisch Zamek w Gościeszowie) ist eine Ruine in der Landgemeinde Nowogrodziec (Naumburg) im Powiat Bolesławiecki (Kreis Bunzlau) in der Woiwodschaft Niederschlesien in Polen.

## Geschichte
Das Schloss liegt im historischen Grenzwald zwischen der Lausitz und Schlesien. Eine piastische Burg wurde 1318 erstmals erwähnt. Seit 1381 war die Burg in Besitz des Adelsgeschlechts Warnsdorf.
Die gegenwärtige Form des Schlosses stammt von 1603, als Caspar von Warnsdorf die Burg zu einem Wasserschloss im Stil der Renaissance umbauen ließ. Unter Friedrich III. von Bibran wurde das Schloss barockisiert. Egon Gustav von Schönberg-Modlau baute das Schloss 1780 um, weitere Umbauten erfolgten zwischen 1848 und 1856, wobei der Südflügel gekuppelte Fenster und ein neogotisches Hofportal erhielt.
Letzter Besitzer des Schlosses war die Familie von Eggeling. Die Burg wurde im April 1945 durch Kriegseinwirkung zerstört. Als Folge des Zweiten Weltkriegs fiel das Schloss zusammen mit dem größten Teil Schlesiens an Polen. Die Ruine wurde gesichert und nach der Absetzung des kommunistischen Regimes 1989 privatisiert. Die Ruine wurde geplündert und verfällt weiter.

## Bauwerk
Der Kern der Anlage ist von einer unregelmäßigen abgerundet viereckigen Umfassungsmauer gebildet, die nach Südwesten für den Anbau des Renaissanceschlosses abgebrochen wurde. Die Schlossruine ist von einem Wassergraben umgeben. Eine Brücke führt zum einstigen Hauptportal. Seitlich sind die Ruine des Nordturms und Teile der Nordfassade erhalten. Die zwei Hofflügel um den ehemaligen Innenhof sind ruinös. Im umgebenden Landschaftspark befindet sich ein bemerkenswertes Kavaliershaus mit dreigeschossiger Gartenloggia.

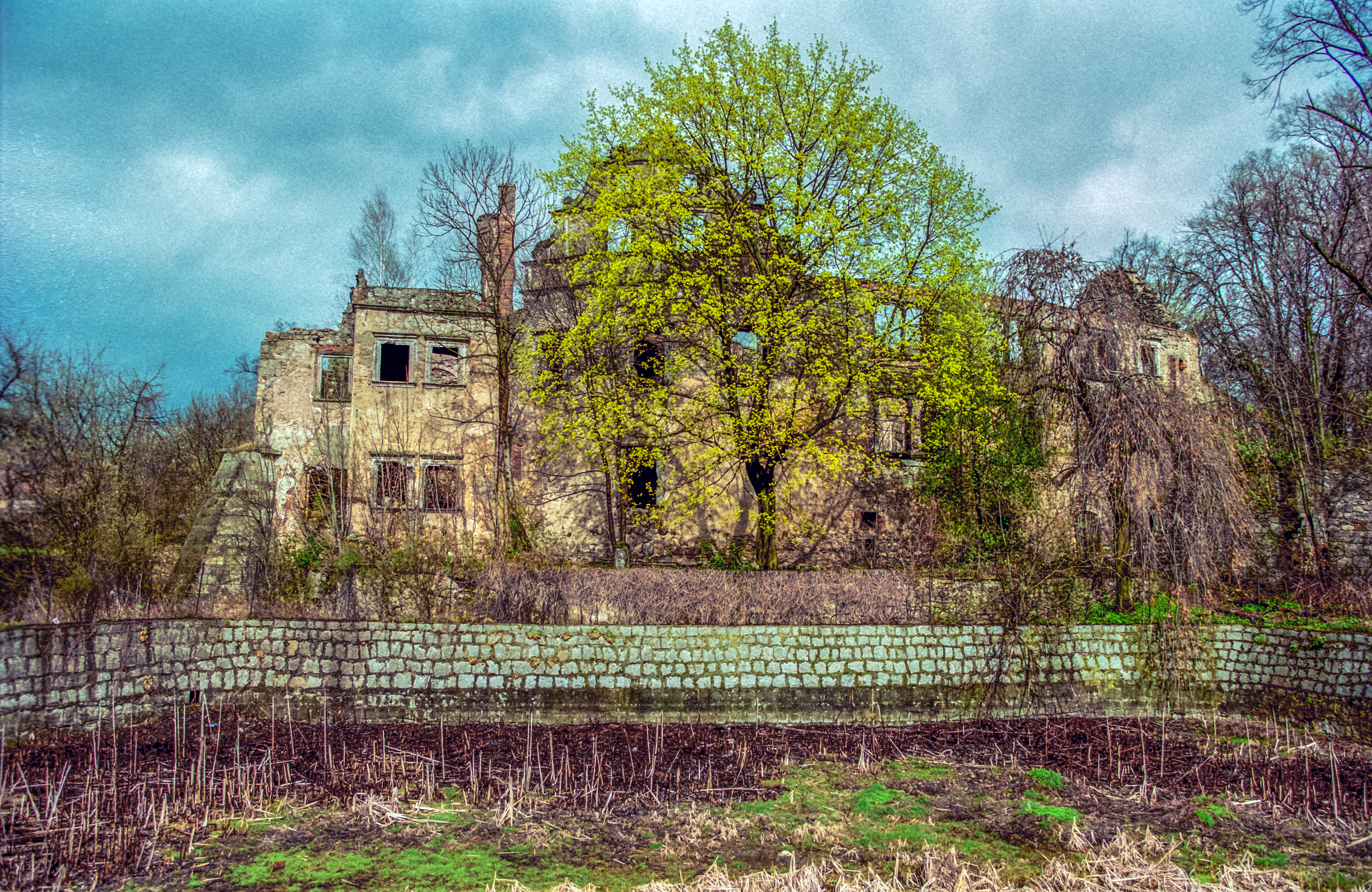
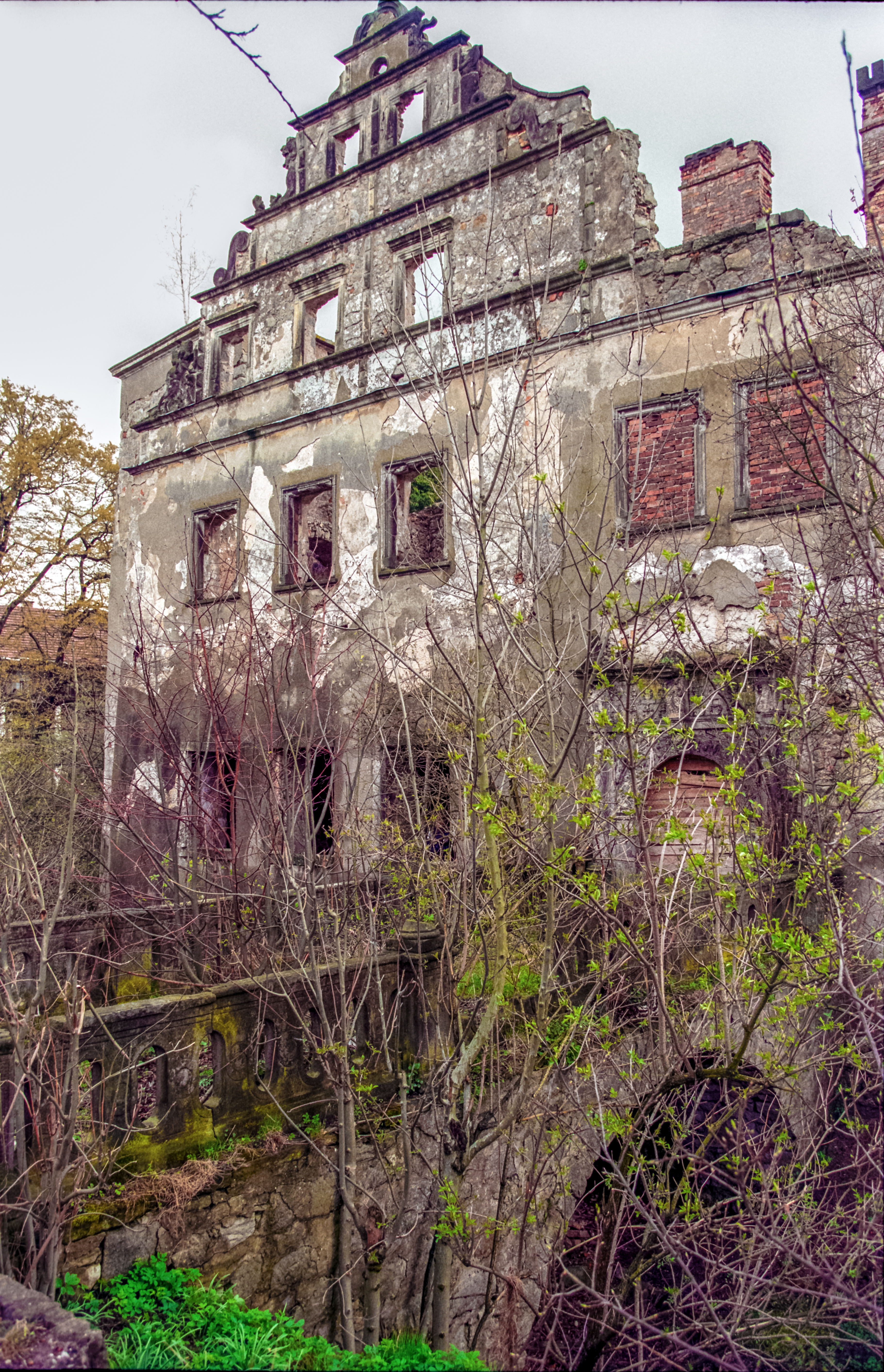
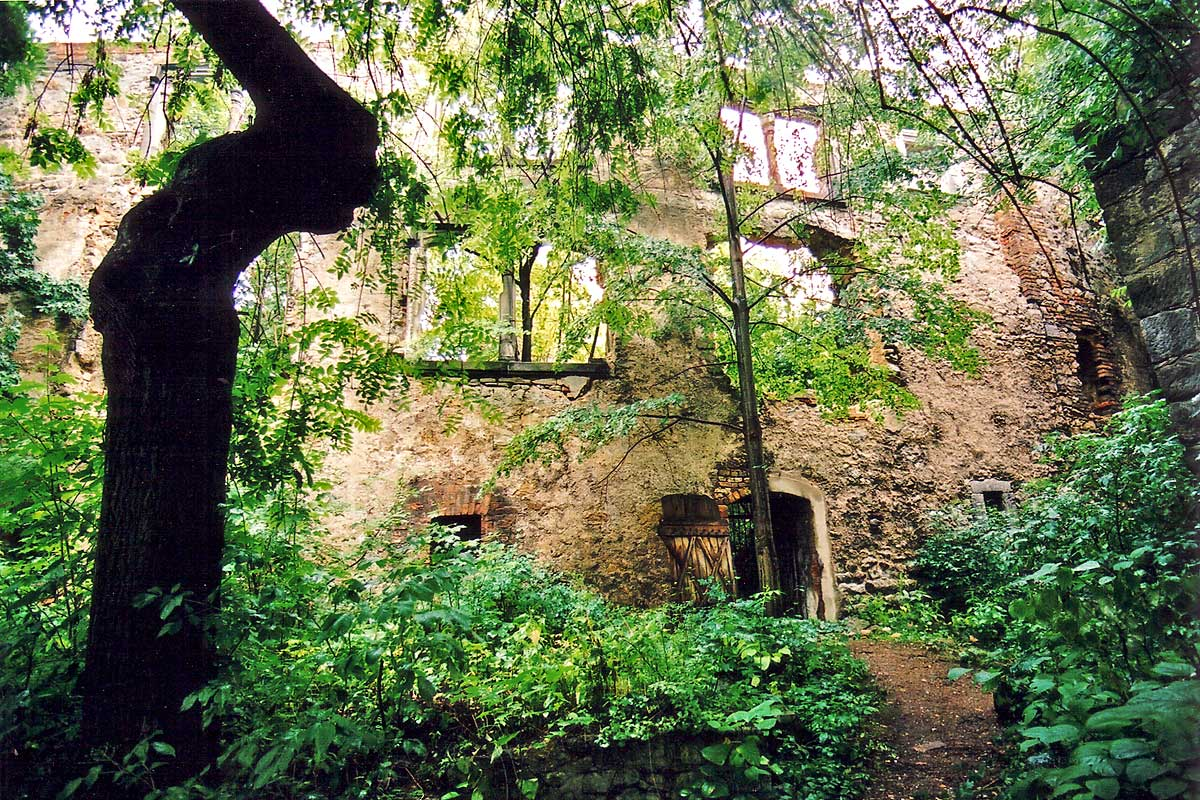
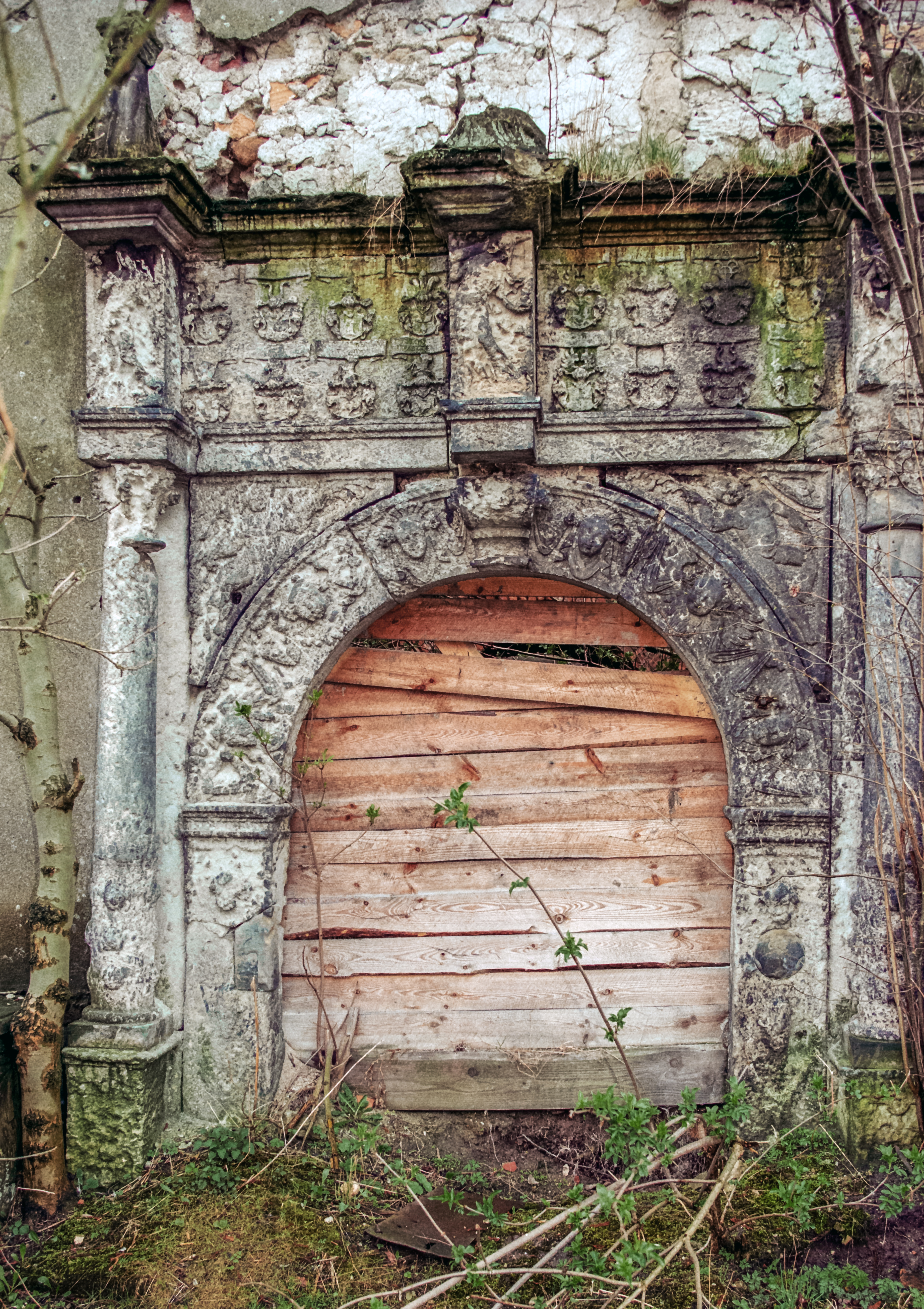